# Коле Флорио (Кампобасо)
Коле Флорио је насеље у Италији у округу Кампобасо, региону Молизе.
Према процени из 2011. у насељу је живело 31 становника. Насеље се налази на надморској висини од 474 м.